# Xscape
Xscape er det andet posthumt album af den amerikanske musiker Michael Jackson

## Spor
| 1. | "Love Never Felt So Good"             | Michael Jackson, Paul Anka                                             | Jackson, John McClain, Giorgio Tuinfort, Anka                            | 3:54 |
| 2. | "Chicago"                             | Cory Rooney                                                            | Timbaland, Jerome "J-Roc" Harmon, Jackson, Rooney                        | 4:05 |
| 3. | "Loving You"                          | Jackson                                                                | Timbaland, Harmon, Jackson                                               | 3:15 |
| 4. | "A Place with No Name"                | Jackson, Dewey Bunnell, Dr. Freeze                                     | Stargate, Jackson, Dr. Freeze                                            | 5:35 |
| 5. | "Slave to the Rhythm"                 | L.A. Reid, Babyface, Daryl Simmons, Kevin Roberson                     | Timbaland, Harmon, Reid, Babyface                                        | 4:15 |
| 6. | "Do You Know Where Your Children Are" | Jackson                                                                | Timbaland, Harmon, Jackson                                               | 4:36 |
| 7. | "Blue Gangsta"                        | Jackson, Dr. Freeze                                                    | King Solomon Logan, Daniel Jones, Timbaland, Harmon, Jackson, Dr. Freeze | 4:14 |
| 8. | "Xscape"                              | Jackson, Rodney "Darkchild" Jerkins, Fred Jerkins III, LaShawn Daniels | Darkchild, Jackson                                                       | 4:04 |

| 1.  | "Love Never Felt So Good"                              | Michael Jackson, Paul Anka                                             | Jackson, John McClain, Giorgio Tuinfort, Anka                            | 3:54 |
| 2.  | "Chicago"                                              | Cory Rooney                                                            | Timbaland, Jerome "J-Roc" Harmon, Jackson, Rooney                        | 4:05 |
| 3.  | "Loving You"                                           | Jackson                                                                | Timbaland, Harmon, Jackson                                               | 3:15 |
| 4.  | "A Place with No Name"                                 | Jackson, Dewey Bunnell, Dr. Freeze                                     | Stargate, Jackson, Dr. Freeze                                            | 5:35 |
| 5.  | "Slave to the Rhythm"                                  | L.A. Reid, Babyface, Daryl Simmons, Kevin Roberson                     | Timbaland, Harmon, Reid, Babyface                                        | 4:15 |
| 6.  | "Do You Know Where Your Children Are"                  | Jackson                                                                | Timbaland, Harmon, Jackson                                               | 4:36 |
| 7.  | "Blue Gangsta"                                         | Jackson, Dr. Freeze                                                    | King Solomon Logan, Daniel Jones, Timbaland, Harmon, Jackson, Dr. Freeze | 4:14 |
| 8.  | "Xscape"                                               | Jackson, Rodney "Darkchild" Jerkins, Fred Jerkins III, LaShawn Daniels | Darkchild, Jackson                                                       | 4:04 |
| 9.  | "Love Never Felt So Good (Original)"                   | Jackson, Anka                                                          | Jackson, Anka                                                            | 3:19 |
| 10. | "Chicago (Original)"                                   | Rooney                                                                 | Jackson, Rooney                                                          | 4:43 |
| 11. | "Loving You (Original)"                                | Jackson                                                                | Jackson                                                                  | 3:02 |
| 12. | "A Place with No Name (Original)"                      | Jackson, Bunnell, Dr. Freeze                                           | Jackson, Dr. Freeze                                                      | 4:55 |
| 13. | "Slave to the Rhythm (Original)"                       | Reid, Babyface, Simmons, Roberson                                      | Reid, Babyface                                                           | 4:35 |
| 14. | "Do You Know Where Your Children Are (Original)"       | Jackson                                                                | Jackson                                                                  | 4:39 |
| 15. | "Blue Gangsta (Original)"                              | Jackson, Dr. Freeze                                                    | Jackson, Dr. Freeze                                                      | 4:16 |
| 16. | "Xscape (Original)"                                    | Jackson, Rodney "Darkchild" Jerkins, Fred Jerkins III, LaShawn Daniels | Darkchild, Jackson                                                       | 5:44 |
| 17. | "Love Never Felt So Good (Duet med Justin Timberlake)" | Jackson Anka                                                           | Timbaland, Harmon, Jackson, Anka                                         | 4:05 |